# جواو فيكتور (لاعب كرة قدم برازيلي)
جواو فيكتور هو لاعب كرة قدم برازيلي، ولد في 25 فبراير 1999 في بباوليستا في البرازيل.

## وصلات خارجية
- جواو فيكتور (لاعب كرة قدم برازيلي) على موقع رابطة كرة القدم اليابانية للمحترفين (اليابانية)
- جواو فيكتور (لاعب كرة قدم برازيلي) على موقع قاعدة بيانات كرة القدم.إي يو (الإنجليزية)
- جواو فيكتور (لاعب كرة قدم برازيلي) على موقع Soccerway.com (الإنجليزية)